# La Mémoire des volets blancs
Albums de Dan Ar Braz
Zénith
(1988) À toi et ceux
(2003)
La Mémoire des volets blancs est le quinzième album studio de Dan Ar Braz, paru le 8 mai 2001 par Columbia Records.

## Conception
« La mémoire des volets blancs était prêt depuis 15 ans et plus ou moins achevé au moment où j'ai enregistré Septembre Bleu. La musique la plus ancienne date de plus de 25 ans. Je n'ai pas raclé les fonds de tiroir, mais attendu l'aboutissement des compositions. Ce n'est pas un album de guitariste. Je me suis attaché à concevoir la musique comme on écrit des chansons - structure AB-AB, couplet-refrain -, comme dans des titres précédents (La fille du chemin bleu ou La véranda des jours sans soleil). J'ai hâte de les enregistrer avec grand orchestre. J'y entend mes influences : cornemuses, Sœurs Goadec (Gwerz Rory par exemple). Il n'y a pas besoin d'un biniou pour "faire breton". »
— Dan Ar Braz
Trois quart des solos de guitare ont été enregistrés dans le studio de Patrick Péron, qui avait également réalisé les pré-maquettes de l'Héritage des Celtes. Les enregistrements ont été ensuite envoyés sur CD à Dublin, entrés dans l'ordinateur, avant que l'ensemble ne soit retravaillé avec la batterie et les basses.

## Caractéristiques artistiques
La Mémoire des Volets Blancs est un album paisible, homogène et autobiographique. Faces of Spain parle du moment où il a découvert son langage et sa raison d'être grâce à un "guitarrista" sur une plage d'Espagne. Kervel et Course Amère sont respectivement dédiées au père et à un ami disparus. Gwerz Rory relate la première rencontre avec l'idole Rory Gallagher à Montreux en Suisse dans le courant 1974, et comme il est également décédé depuis le dernier album solo de Dan, c'est un nouvel hommage. A Long Way en est un autre, cette fois aux femmes qu'il a connu. Enfin, Le Mur de Pierres est plus strictement adressé à l'enfance et à ses propres enfants. Pour L'Ouest Perdu, le guitariste mentionne ses tournées en Écosse et Irlande, quand il était entouré par la mer, notamment à l'est et qu'il finissait par "perdre l'Ouest". La musique, entre jazz et blues, est ponctuée des interventions de Buckley au saxophone ténor. Il joue du saxophone soprano sur le tout aussi mélancolique Kervel et Au Nord vers une autre lumière rejoint le côté un peu jazzy.

## Réception
La revue ArMen considère que : « Le son de guitare est reconnaissable entre mille par sa fluidité légendaire. Pas d'étalage de virtuosité gratuite, la technique fabuleuse est tout entière au service de compositions délicates. Dan Ar Braz est certes un grand guitariste, mais c'est également un mélodiste talentueux, qui trouve son inspiration dans une Bretagne teintée de nostalgie d'enfance. ».
Jean-Jacques Goldman écrit à propos de cet album dans le livret : « On aurait pu croire qu'il s'agisse d'un disque de guitariste... d'un compositeur... On se rend compte qu'il s'agit avant tout du disque d'un homme. »

## Fiche technique

### Liste des titres
| No  | Titre                             | Durée |
| --- | --------------------------------- | ----- |
| 1.  | Faces of Spain                    | 4:04  |
| 2.  | Course amère                      | 3:20  |
| 3.  | L'Ouest perdu                     | 6:48  |
| 4.  | La mémoire des volets blancs      | 3:49  |
| 5.  | Le mur de pierres                 | 3:23  |
| 6.  | La route des presqu'îles          | 5:07  |
| 7.  | Gwerz Rory                        | 4:58  |
| 8.  | A Long Way                        | 3:38  |
| 9.  | Kervel (Stories from the shores)  | 5:04  |
| 10. | Fenêtre sur mer                   | 5:56  |
| 11. | Au nord vers une autre lumière... | 3:42  |
| 12. | Silent Heart in the Fall          | 3:47  |

### Crédits
- Producteur exécutif : Jacques Bernard
- Production artistique : Eoghan O'Neill
- Arrangements et direction orchestre : Rod Mc Vey

#### Musiciens
- Dan Ar Braz : guitares
- Patrick Peron : claviers
- Ray Fean : batterie et percussions
- Eoghan O'Neill : basse
- Rod Mc Vey : piano et claviers
- Richie Buckley : saxophones ténor et soprano
- Irish film Orchestra : cordes
- Alan Smale : 1er violon

#### Techniciens
- Pré-production : Patrick Péron au Studio Point d’Orgue
- Enregistrements : Andrew Boland assisté de Emma-Jane Lennon et Ciaran Lynch au Studio Windmill Lane Recordings à Dublin
- Mixage : Andrew Bowland et Eoghan O'Neill au Studio Windmill Lane Recordings à Dublin
- Programmations et editing : Andrew Bowland à Corrig Avenue Studio
- Mastering : Aidan Foley à Windmill Masterlabs
- Photos : Émilie Luider
- Conception graphique : FKGB